# Hydrelia binotata
Hydrelia binotata är en fjärilsart som beskrevs av Inoue 1987. Hydrelia binotata ingår i släktet Hydrelia och familjen mätare. Inga underarter finns listade i Catalogue of Life.